# Homo

Distribuzione spaziale e temporale delle principali specie appartenenti al genere Homo.

Homo (Linnaeus, 1758) è un genere di primati della famiglia Hominidae, comprendente numerose specie estinte e un'unica esistente senza sottospecie:  Homo sapiens, cioè l'essere umano moderno.
Fa la sua comparsa nel registro fossile presumibilmente circa 2,4 milioni di anni fa con Homo habilis, la specie più arcaica ascritta al genere. L'assegnazione di questa specie al genere Homo è dovuta alla presenza in un giacimento fossile, accanto ai resti craniali,  di utensili in pietra risalenti al cosiddetto periodo Olduvaiano, datati all'inizio del Paleolitico inferiore. Tuttavia l'assegnazione è considerata piuttosto arbitraria da molti studiosi, che ritengono casuale la vicinanza di tali reperti. Inoltre molti fossili postcraniali assegnati ad Homo habilis sono di dubbia attribuzione.
Gli appartenenti al genere Homo mostrano un'accresciuta capacità cranica rispetto agli altri hominina (600 cm³ di Homo habilis contro 450 cm³ di Australopithecus garhi), con un aumento particolarmente significativo nei reperti databili a 600 000 anni fa (1200 cm³ in H. heidelbergensis). Al genere vengono ascritte una ventina di specie diverse, tutte estinte con l'eccezione di Homo sapiens. Fra esse Homo neanderthalensis, considerato l'ultima specie congenere sopravvissuta, scomparsa in un periodo collocato tra i 25 000 e i 30 000 anni fa. Più recenti scoperte suggeriscono che un'altra specie, Homo floresiensis, potrebbe essere sopravvissuta fino a 12 000 anni fa.
Nel marzo 2010 l'analisi del DNA mitocondriale, eseguita sul resto di un dito ritrovato sui monti Altaj in Siberia, ha aperto la possibilità che sia esistita un'ulteriore specie, denominata Homo di Denisova. Il DNA mitocondriale del Denisova risulta differente da quelli di Neanderthal e Sapiens.

## Tassonomia
Il nome del genere deriva dal sostantivo latino homo, con il significato di essere umano, indipendentemente dal genere, derivato con tutta probabilità dalla radice protoindoeuropea *dhǵhem-, che significa terra.
Il nome Homo per indicare il genere venne utilizzato per la prima volta da Linneo nel suo Systema Naturae, quando ancora non si sapeva della possibile esistenza di altre specie umane e pertanto esso conteneva un'unica specie, Homo sapiens.
Linneo, in realtà, era inizialmente propenso ad ascrivere al genere anche le altre scimmie antropomorfe, in particolare le due specie di scimpanzé, cosa peraltro fatta sia nella prima stesura, edizione 1758, che nella seconda, come Homo troglodytes e nella terza del 1771 come Homo lar; tuttavia, in successive stesure del libro preferì classificare queste ultime come appartenenti a generi differenti, forse per non sollevare problemi di natura etica e, pertanto, avere problemi con la censura dell'epoca.
Attualmente è stimato che la linea umana si sia distaccata da quella degli scimpanzé circa cinque milioni di anni fa e da quella dei gorilla circa otto milioni di anni fa. Tuttavia, un cranio ominide rinvenuto in Ciad nel 2001, classificato come Sahelanthropus tchadensis, risale approssimativamente a sette milioni di anni fa, la qual cosa potrebbe indicare una divergenza precedente; anche studi del 2009 su Ardipithecus ramidus portano a 5,4-7,4 milioni di anni la probabile divergenza. Queste minime differenze genetiche hanno portato alcuni scienziati, il più noto dei quali al vasto pubblico è Jared Diamond, a ipotizzare una riunificazione di uomini e scimpanzé sotto lo stesso genere Homo, come appunto nell'originale schema di Linneo. Ciò implicherebbe conseguentemente anche una revisione totale, almeno dei generi  Pan, Ardipithecus, Kenyanthropus, Australopithecus e Homo.
Al genere vengono finora ascritte o proposte le seguenti specie:
- Homo antecessor (†)
- Homo di Denisova ? (†)
- Homo erectus (†)
- Homo tsaichangensis (†)
- Homo luzonensis (†)
- Homo ergaster (†)
- Homo floresiensis (†)
- Homo gautengensis (†)
- Homo georgicus (†)
- Homo habilis[11] (†)
- Homo heidelbergensis (†)
- Homo naledi (†)[12]
- Homo neanderthalensis (†)
- Homo rhodesiensis (†)
- Homo rudolfensis (†)
- Homo sapiens (a volte come sottospecie H. sapiens sapiens)
  - Homo sapiens idaltu (†) (controverso)

### Questioni aperte
L'effettivo status di specie per Homo antecessor, H. cepranensis, H. ergaster, H. floresiensis, H. georgicus, H. rhodesiensis e H. rudolfensis è tuttora oggetto di dibattito, così come la sussistenza della sottospecie H.idaltu. Tra i reperti problematici ricordiamo la calotta cranica OH 9.
H. heidelbergensis e H. neanderthalensis sono tra loro abbastanza vicine e in passato sono state da alcuni considerate come sottospecie dell'H. sapiens. Nel 2021 è stato proposto il nome Homo bodoensis per riunire in una unica specie H. heidelbergensis e H. rhodesiensis.
Homo sapiens e  Homo neanderthalensis condividono il 30% di alleli derivati, il che starebbe a indicare un elevato flusso genico durante la separazione delle due popolazioni e, sempre su basi di impronta genetica, si ipotizzano ulteriori reincroci in epoche più recenti (vedi anche paragrafo successivo). In ogni caso, si dibatte variamente su quest'argomento, che, assieme al mistero della scomparsa della popolazione neandertaliana, è forse uno dei più controversi della scienza paleoantropologica.

### Il Neanderthal
Nella scala evolutiva del genere Homo, una delle scoperte più importanti avvenne nel 1856, tre anni prima della pubblicazione de L'origine delle specie di Charles Darwin. Nella valle di Neander, situata presso l'attuale città di Düsseldorf, furono scoperte ossa umane sensibilmente differenti da quelle dell'uomo moderno. A questa prima segnalazione di Uomo di Neandertal ne sarebbero seguite altre ancora nel corso dell'Ottocento, dimostrando l'esistenza di una forma umana "europea" con caratteristiche scheletriche primitive.
Una delle scoperte chiave dell'analisi del genoma del Neanderthal è che esso condivide più varianti genetiche con i non-africani che con gli africani. Questa osservazione è in linea con due ipotesi alternative:
1. l'incrocio tra i Neanderthal e gli esseri umani moderni è avvenuto dopo che gli umani moderni uscirono dall'Africa;
2. la struttura delle popolazioni degli antenati di Neanderthal e di quelli degli esseri umani moderni erano in parte simili.

Queste ipotesi possono fare previsioni diverse sull'epoca dell'ultimo scambio di geni tra gli antenati di Neanderthal e gli umani moderni non africani. Gli autori stimano questo evento misurando il grado di linkage disequilibrium tra il genoma degli attuali europei e trovano che l'ultimo flusso genico da Neanderthal agli europei si è verificato 37 000-86 000 anni fa (BP) e più probabilmente 47 000-65 000 anni fa. Ciò supporta l'ipotesi di un incrocio recente verificatosi quando gli esseri umani moderni, portatori delle tecnologie del Paleolitico superiore, incontrarono i Neanderthal a seguito della loro espansione fuori dall'Africa.

### Tabella comparativa
I nomi delle specie in grassetto indicano l'esistenza di numerosi fossili.

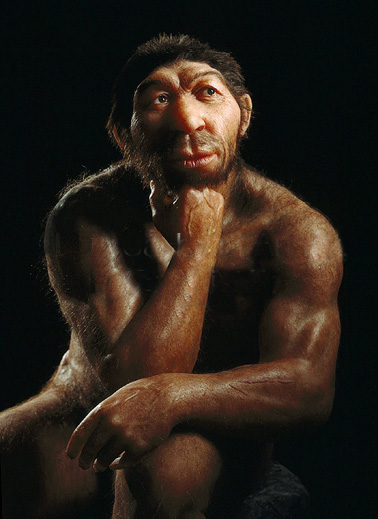
Uomo di Neanderthal: ricostruzione

| specie                                                                               | periodo (milioni di anni fa) | luogo                                        | altezza (m) | peso (kg) | volume del cervello (cm³) | fossili       | scoperta / pubblicazione del nome |
| ------------------------------------------------------------------------------------ | ---------------------------- | -------------------------------------------- | ----------- | --------- | ------------------------- | ------------- | --------------------------------- |
| H. habilis                                                                           | 2,5–1,5                      | Africa                                       | 1,0–1,5     | 33–55     | 510 - 600                 | molti         | 1960/1964                         |
| H. rudolfensis la sua appartenenza al genere Homo è incerta                          | 1,9                          | Kenya                                        |             |           |                           | 1 teschio     | 1972/1986                         |
| H. gautengensis classificato anche come Homo habilis                                 | 1,9–0,6                      | Sudafrica                                    | 1           |           | 600                       | tre individui | 2010/2010                         |
| H. ergaster classificato anche come Homo erectus                                     | 1,8–1,3                      | Africa                                       |             |           | 700 - 850                 | molti         | 1975                              |
| H. erectus                                                                           | 1,7–0,07                     | Africa, Eurasia (Giava, Cina, India Caucaso) | 1,8         | 60        | 900 - 1 100               | molti         | 1891/1892                         |
| H. antecessor classificato anche come Homo heidelbergensis                           | 1,2–0,8                      | Spagna                                       | 1,75        | 90        | 1 000                     | 2 siti        | 1997                              |
| H. cepranensis un singolo fossile, forse di Homo erectus                             | 0,9-0,35                     | Italia                                       |             |           | 1 000                     | 1 teschio     | 1994/2003                         |
| H. heidelbergensis                                                                   | 0,6–0,35                     | Europa, Africa, Cina                         | 1,8         | 90        | 1 100 - 1 400             | molti         | 1908                              |
| H. rhodesiensis classificato anche come Homo heidelbergensis                         | 0,35–0,12                    | Zambia                                       |             |           | 1 300                     | molto pochi   | 1921                              |
| H. neanderthalensis                                                                  | 0,35–0,04                    | Europa, Asia occidentale                     | 1,7         | 55–70     | 1 200 - 1 900             | molti         | (1829)/1864                       |
| H. naledi                                                                            | 0,33-0,23                    | Sudafrica                                    | 1,5         | 45        | 450                       | 15 individui  | 2013/2015                         |
| H. floresiensis classificazione incerta                                              | ?–0,05                       | Indonesia                                    | 1,0         | 25        | 400                       | 7 individui   | 2003/2004                         |
| H. tsaichangensis forse Homo erectus                                                 | 0,19-0,01                    | Taiwan                                       |             |           |                           | 1 individuo   | prima del 2008/2015               |
| H. sapiens (uomo moderno)                                                            | 0,2 presente                 | Tutto il mondo                               | 1,5–1,9     | 50–100    | 950 - 1 800               | vivente       | —/1758                            |
| H. di Denisova                                                                       | 0,04                         | Russia                                       |             |           |                           | 1 sito        | 2010                              |
| Gente della Grotta del Cervo Rosso forse una sottospecie di Homo sapiens o un ibrido | 0,0145-0,0115                | Cina                                         |             |           |                           | molto pochi   | 2012                              |